# Hagar Rublev
Hagar Rublev   (Israel, 9 de gener de 1954 - Paros, 21 d'agost de 2000) també coneguda com a Roublev, va ser una activista per la pau i feminista lesbiana israeliana.El gener de 1988, va ser una de les cofundadores del moviment pacifista Dones de negre, creat per protestar contra les violacions dels drets humans per part dels soldats israelians als nous territoris palestins, ocupats des de l'any 1967. Rublev va ajudar més tard a crear Bat Shalom (Filles de la Pau), un moviment feminista per la pau dissenyat per resoldre el conflicte palestinoisraelià que coordina dones israelianes i palestines. També va ser una defensora activa dels drets de les lesbianes i del col·lectiu LGTB.

## Biografia
Nascuda a Israel el 9 de gener de 1954, Hagar Rublev va tenir un interès precoç pel destí dels palestins que vivien en territoris ocupats pels israelians. De 1984 a 1987, va treballar per a l'Organització per l'Alliberament de Palestina a París. Creia cada cop més que les dones havien de començar a manifestar-se contra la Intifada. El 9 de gener de 1988, va ser una de les vuit dones vestides de negre que es van manifestar a la plaça de París, Jerusalem Oest, contra l'ocupació israeliana del territori palestí. Les seves pancartes en anglès, hebreu i àrab portaven missatges com "Atureu l'ocupació" (Stop the occupation) i "Dissoleu els assentaments jueus a Palestina" (Disband the Jewish settlements in Palestine). Rublev va proposar un estat amb una doble nació laica tant per a israelians com per a palestins. El moviment va créixer molt ràpidament, tant a Israel com a l'àmbit internacional. Gràcies a la participació de l'activista italiana per la pau Luisa Morgantini, les manifestacions de Dones de negre es van estendre a Roma, i, posteriorment, a Belgrad. A finals dels anys 90, incentivat per la Guerra del Golf, el moviment va arribar a Alemanya, l'Índia, Austràlia i els Estats Units.
Uns anys més tard, Rublev va ampliar la seva lluita per la pau fundant Bat Shalom, que fomentava la col·laboració per la veritable pau entre les dones israelianes i palestines. Rublev era una gran defensora de les dones lesbianes. De fet, moltes de les persones associades amb el moviment Dones de negre i les seves altres iniciatives de pau eren lesbianes. Van demostrar ser molt eficaces a l'hora de promocionar les seves idees.
El 22 d'agost de 2000, Hagar Rublev va morir de forma inesperada per un atac de cor mentre estava de vacances a l'illa grega de Paros amb la seva amiga Luisa Morgantin, que anteriorment l'havia ajudat a portar les manifestacions a Itàlia.